# Карнакский музей под открытым небом

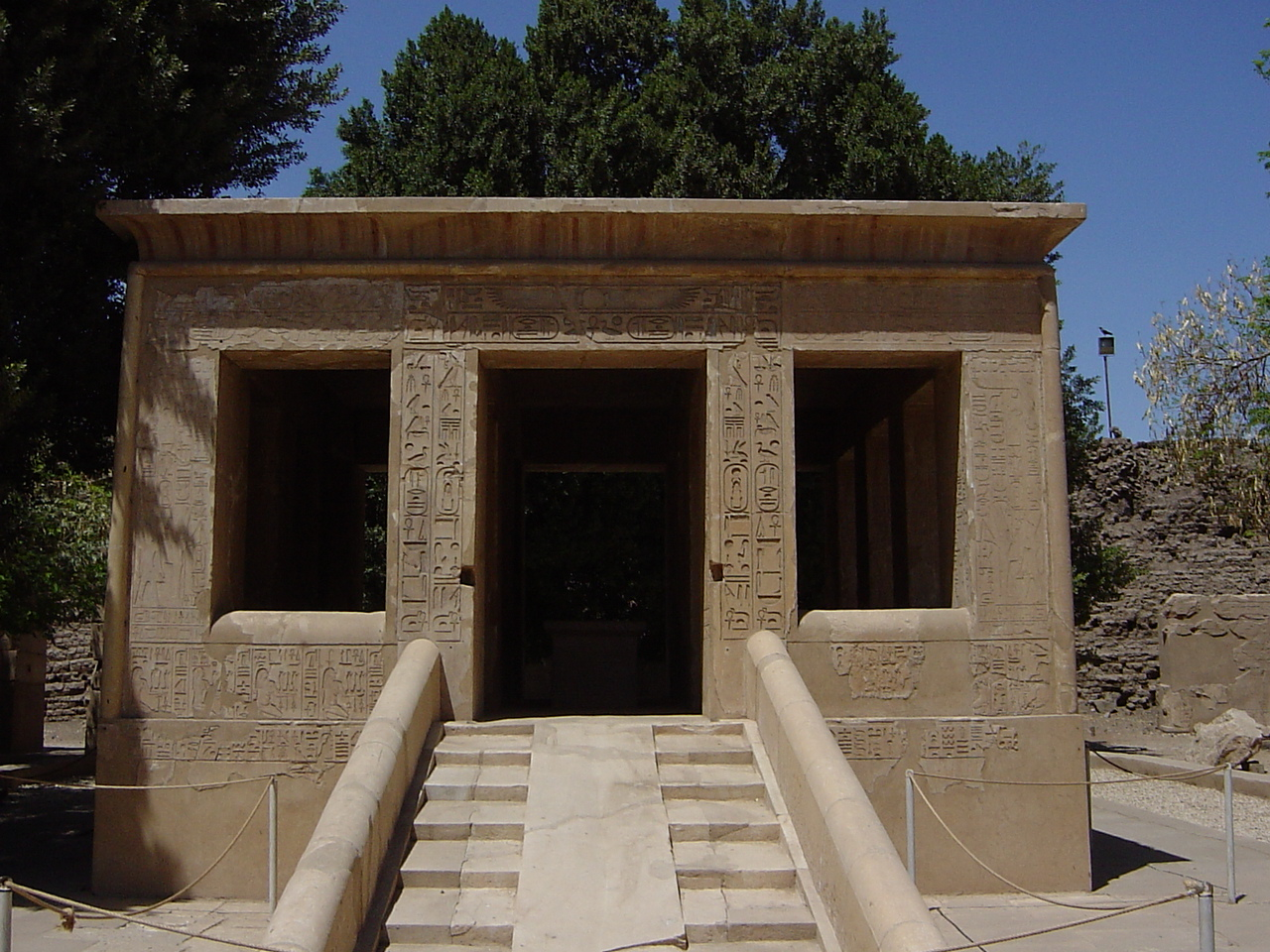
Белая Капелла Сенусерта I

Карнакский музей под открытым небом в Луксоре, Египет расположен в северо-западном углу храма Амона-Ра Карнакского храмового комплекса. Состоит из реконструкций сооружений, которые были разобраны и захоронены или спрятаны внутри массивных пилонов комплекса. Включает в себя Красное святилище Хатшепсут, Белую Капеллу Сенусерта I и известковое святилище Аменхотепа II.
В данном районе сотрудниками Франко-египетского центра изучения Кранакского Комплекса (CFEETK) были проведены превентивные археологические раскопки до реконструкции известкового святилища Аменхотепа II, в том числе глинобитных стен Персидского периода.